# Malagnino

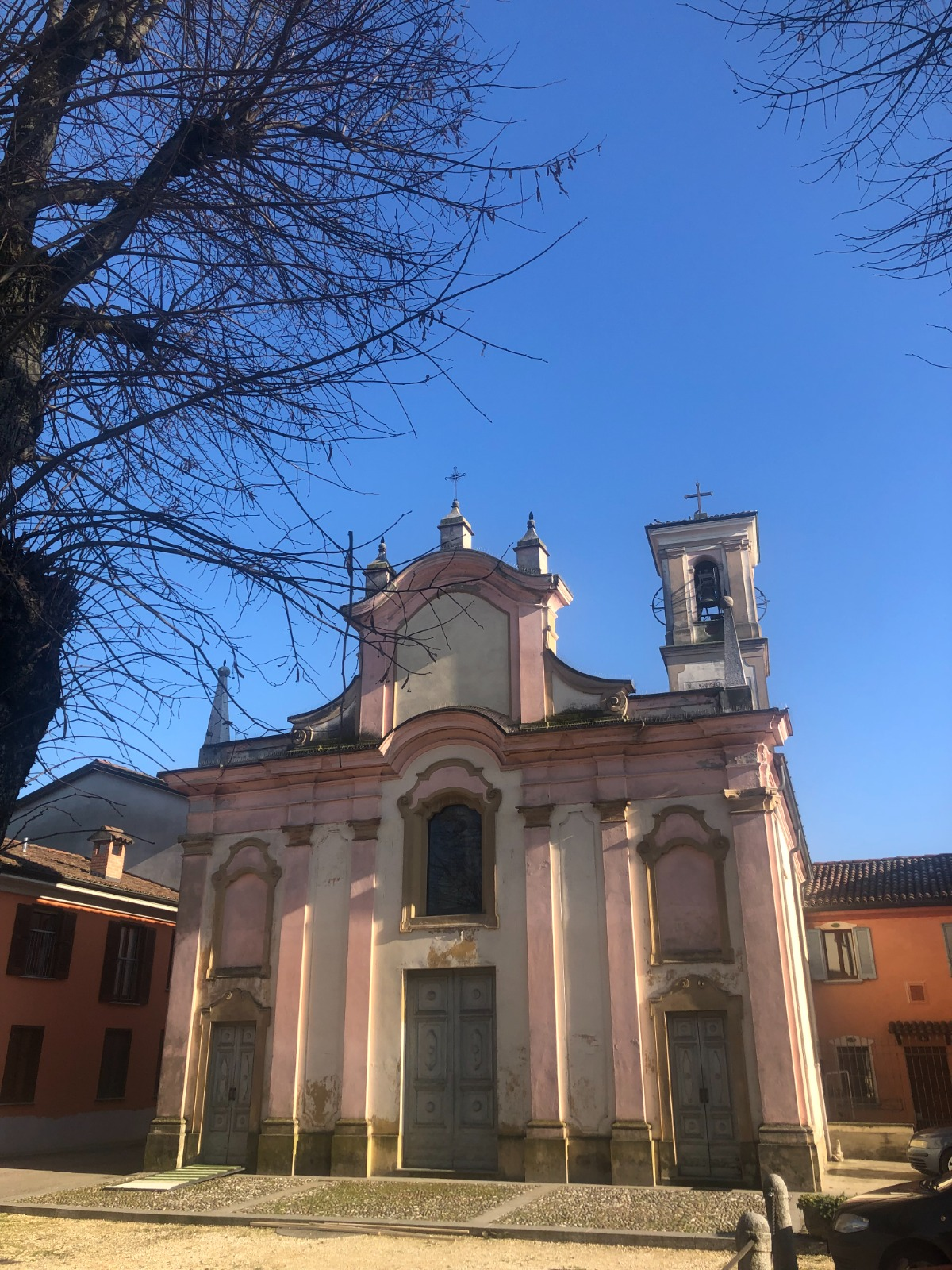
Chiesa dei SS. Giacomo e Filippo, al centro dell'abitato di San Giacomo Lovara

Malagnino (Malagnéen in dialetto cremonese) è un comune italiano di 1 713 abitanti della provincia di Cremona, in Lombardia.
Il comune di Malagnino è esteso per 10,84 km², collocato ad est del capoluogo provinciale. Confina a nord con Cremona, Gadesco Pieve Delmona e Vescovato; ad est con Vescovato, Sospiro e Pieve d’Olmi; a sud con Bonemerse e Pieve d’Olmi e ad ovest di nuovo con il capoluogo di provincia.

## Geografia fisica
La sua conformazione territoriale risulta piuttosto contorta poiché frutto di aggregazioni fra gli antichi comuni che attualmente formano Malagnino. L'andamento altimetrico è regolare, si tratta di un territorio pianeggiante, a nord raggiunge 41,6 metri s.l.m., a sud 37,0 metri s.l.m. il terreno, infatti, scende verso la golena del Po che è delimitata da un argine maestro, collocato ormai fuori dai confini comunali di Malagnino

## Storia

### Simboli
Lo stemma, il gonfalone e la bandiera attuali sono stati concessi con decreto del presidente della Repubblica dell'8 settembre 2023.
Stemma
La sbarra ricorda la via Postumia, lungo la quale è posto l'abitato di Malagnino, le spighe di grano, elemento presente in un precedente stemma, ricordano la vocazione agricola del paese e sono legate da un nastro azzurro per ricordare le numerose rogge che corrono lungo il territorio. Le stelle alludono alle numerose comunità in cui era diviso il territorio e che sono poi via via confluite nell'attuale comune di Malagnino; si presentano d’argento su sfondo rosso e rimandano ai colori dello stemma di Cremona, città che ha avuto nei secoli un rapporto costante col territorio di Malagnino. Il motto latino (tradotto "tra i fiumi Po e Oglio") è ripreso dall'opera del 1702 di Francesco Arisi, intellettuale cremonese attivo tra il XVII ed il XVIII secolo autore di numerose opere letterarie. A pagina 8 del primo tomo della Cremona Literata, riferendosi allo storico Caio Plinio, descrive il territorio di Cremona con queste parole.
Gonfalone
Bandiera

## Società

### Evoluzione demografica
Abitanti censiti

## Geografia antropica
Appartengono al comune di Malagnino le frazioni di San Giacomo e San Michele e le località Bonfia, Cà de Marozzi, Cà degli Alemanni, Casal Malombra, Casella, Casella Nuova, Cassinetto, Cervellara, Fornace, Malagnina, Malongola, Ronchetto, Ronco, Santa Lucia Lama, Sette Pozzi, Vigolo, Villa Ripari e Visnadello..

## Infrastrutture e trasporti
Il comune è attraversato a nord dalla linea ferroviaria Cremona-Mantova, aperta all'esercizio il 6 settembre 1874, sulla linea si trova la stazione denominata Villetta-Malagnino. Tra il 1888 e il 1954 Malagnino era servita a nord da una stazione della tranvia Cremona-Casalmaggiore, gestita in ultimo dalla società Tramvie Provinciali Cremonesi.
La rete stradale complessiva del comune raggiunge circa venti chilometri di percorso. Il comune è collocato a sud della via Mantova (strada statale n. 10) ed è attraversato in senso est/ovest dalla via Postumia (strada provinciale n. 27) chiamata Strada vecchia di Mantova o Mantova Vecchia; più a sud si trova, parallela alla Postumia, la via Giuseppina (strada provinciale n. 87) detta anche strata suspiranea, arteria di grande traffico che congiunge Malagnino da una parte con la città e dall'altra con Sospiro, proseguendo poi verso Casalmaggiore.
In senso nord-sud troviamo invece la strada provinciale n. 26 che dal comune di Gadesco-Pieve Delmona attraversa la via Postumia ed il centro paese, per dirigersi poi verso San Michele Sette Pozzi fino a Casalmalombra, casale storico posto a sud di Malagnino. Quest’ultimo percorso stradale confluisce, in territorio di Pieve d'Olmi, sulla via Bassa di Casalmaggiore, antica arteria perifluviale. Molti i percorsi di strade comunali che mettono in comunicazione le numerose cascine sparse sul territorio. Lungo questi tracciati viari passavano peraltro i confini tra i vari piccoli comuni in cui era suddiviso il territorio.

### La Via Postumia
Si tratta dell’asse principale della viabilità antica del territorio di Malagnino, nel tratto del centro paese prende il nome di via Sant'Ambrogio a ricordo dell’antichissima chiesa che qui era collocata.
La strada venne realizzata nel 148 a.C. con funzioni essenzialmente militari e politiche, denominata così per colui che volle la sua realizzazione, il console Spurio Postumio Albino. Il tracciato univa il mar Tirreno al mar Adriatico, partendo da Genova per arrivare ad Aquileia attraversando per intero la pianura padano-veneta. Le principali città interessate al percorso erano: Tortona, Piacenza, Cremona, Mantova, Verona. La strada in territorio di Malagnino è attualmente fiancheggiata dal Dugale Delmona Tagliata. Tornando al territorio di Malagnino occorre constatare che lo sviluppo urbanistico del centro paese, a lato della Postumia, fu piuttosto tardo. Le cascine furono costruite a debita distanza dal percorso viario, probabilmente per evitare le problematiche derivanti dal passaggio delle numerose rogge.

### La centuriazione in epoca romana
Nella parte ad est intorno a Cremona è riconoscibile un fitto e regolare sistema centuriale, le tracce lasciate dalla limitatio romana ma in corrispondenza di Malagnino, spiega lo storico Valerio Ferrari, vi è una sorta di "buco" aperto nell'ordinata maglia centuriale. Una discontinuità evidente, rilevata dallo studioso Furio Durando, che coincide proprio per la presenza di due colatori ad andamento quasi parallelo che attraversano l'area in senso submeridiano, i dugali Dosimo o Dosolo e Gazzolo di Malagnino mentre più ad est scorre il Gambalone. In passato, dunque, le condizioni idrografiche di una parte del territorio erano non trascurabili e gli agrimensori dovettero tenerne conto. San Giacomo Lovara, antica parrocchia e frazione del territorio, si trovò invece inglobata nel sistema centuriale poiché sull’asse dei decumani del 218 a.C., epoca della prima centuriazione che venne completata nel 190 a.C.; si trovava inoltre sul percorso dell'UKVII (Ultra Kardo VII), all’epoca della seconda centuriazione, 41 o 40 a.C.

### Il dugale Delmona Tagliata

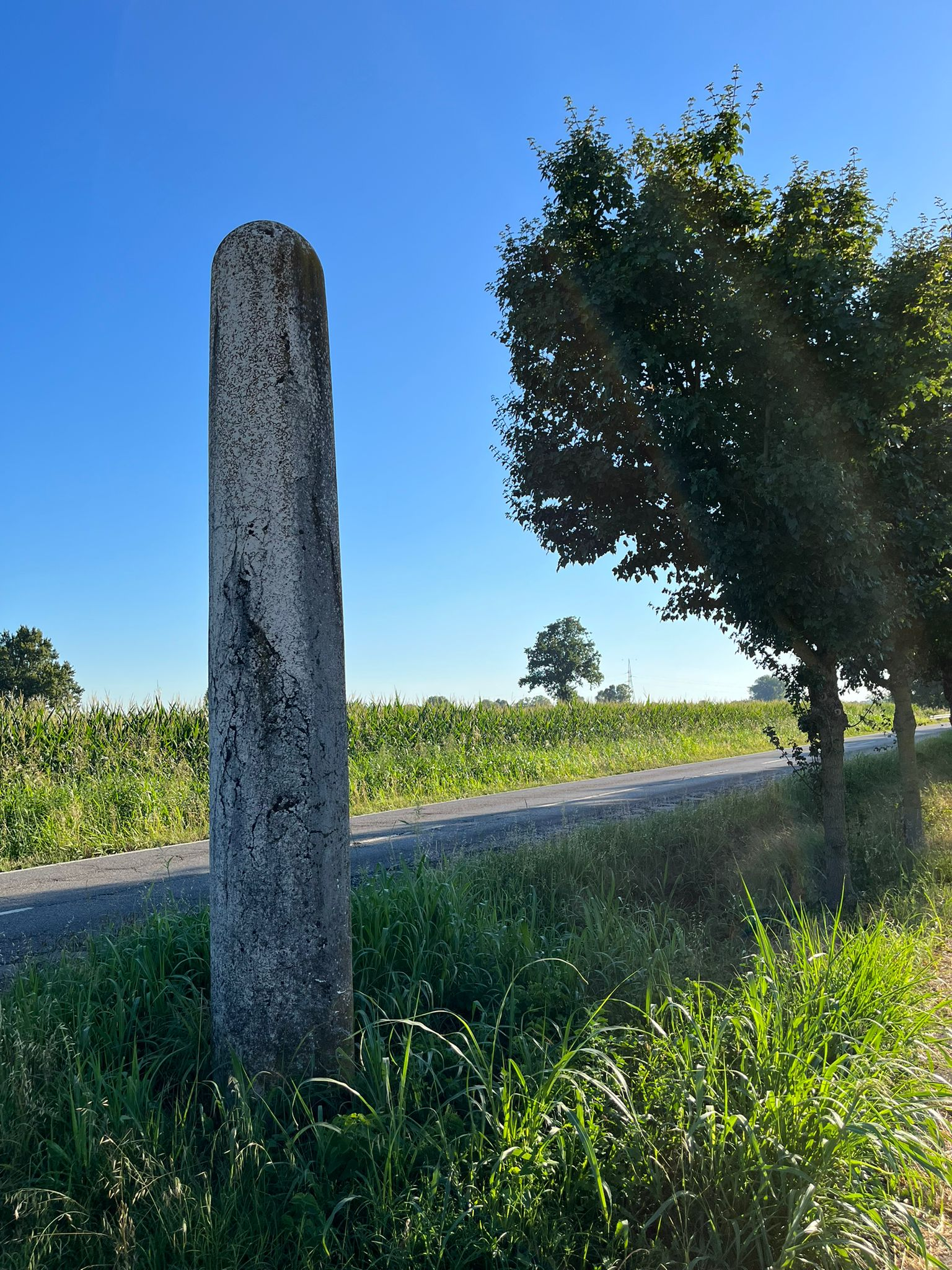
La colonna, denominata "stele Signori" con la forma singolare della colonna che ha suggerito tanti maliziosi commenti e nomignoli.